# Antal Nagy (football, 1944)
Pour les articles homonymes, voir Antal Nagy et Nagy.
Antal Nagy, né le 16 mai 1944 à Budapest (Hongrie) est un ancien footballeur international hongrois. Il évoluait au poste d'attaquant.

## Biographie
Antal Nagy reçoit sa première sélection en équipe nationale le 25 octobre 1964, lors d'un match amical face à la Yougoslavie. Avec l'équipe de Hongrie, il dispute la Coupe du monde 1966 en Angleterre. Lors de cette compétition, il reste sur le banc des remplaçants.
Antal Nagy termine meilleur buteur du Championnat de Belgique lors de la saison 1968-1969 avec 20 buts.

## Carrière
- 1963-1968 :  Budapest Honvéd
- 1966-1967 : →  Csepel SC
- 1968-1969 :  Standard de Liège
- 1969-1972 :  FC Twente
- 1972-1973 :  Olympique de Marseille
- 1973-1974 :  Hercules CF
- 1974-1975 :  Wuppertaler SV
- 1975-1976 :  UE Sant Andreu
- 1976 :  SM Caen
- 1977 :  Royal Antwerp
- 1977-1978 :  Leixões SC[2]

## Palmarès
- Champion de Belgique en 1969 avec le Standard de Liège
- Vainqueur de la Coupe de Hongrie en 1964 avec le Budapest Honvéd
- Finaliste de la Coupe de Hongrie en 1968 avec le Budapest Honvéd
- Meilleur buteur du championnat de Belgique en 1969 avec 20 buts